# Torres de Segre
Torres de Segre là một đô thị trong tỉnh Lérida, cộng đồng tự trị Cataluña Tây Ban Nha. Đô thị Torres de Segre có diện tích là 50,56 ki-lô-mét vuông, dân số năm 2009 là 2080 người với mật độ 41,14 người/km². Đô thị Torres de Segre có cự ly km so với tỉnh lỵ Lérida.